# نیترودار کردن منکه
نیترودار کردن منکه یا نیتراسیون منکه(به انگلیسی: Menke nitration) واکنش نیترودار کردن ترکیبات آروماتیک غنی از الکترون با مس (II) نیترات و استیک انیدرید است. این واکنش عمدتا گروه نیترو را در موقعیت ارتو نسبت به گروه فعال‌کننده قرار می دهد. این واکنش به نام شیمی‌دان هلندی جی. بی. منکه نامگذاری شده است.

## همچنین ببینید
- نیترودار کردن زینکه